# Hypolytrum heteromorphum
Hypolytrum heteromorphum är en halvgräsart som beskrevs av Ernest Nelmes. Hypolytrum heteromorphum ingår i släktet Hypolytrum och familjen halvgräs. Inga underarter finns listade i Catalogue of Life.